# Gà ri

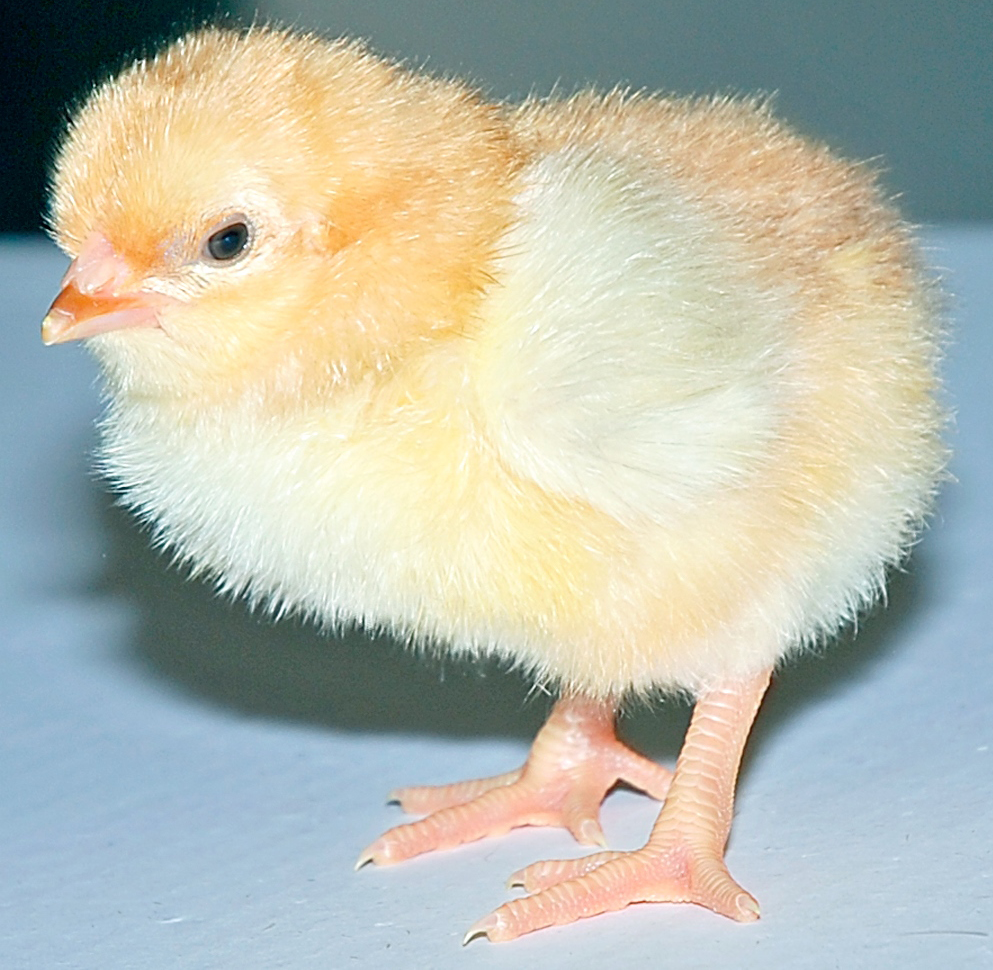
Gà ri 1 ngày tuổi

Gà ri là giống gà nội địa đã có từ rất lâu đời, kiêm dụng (nuôi lấy trứng, thịt), được nuôi phổ biến ở nhiều vùng của Việt Nam, tập trung nhiều ở miền Bắc và miền Trung.

## Đặc điểm
Gà có màu lông đa dạng. Thân hình nhỏ bé, chân ngắn. Phần lớn gà mái có lông màu vàng rơm, vàng đất hoặc nâu nhạt, có đốm đen ở cổ, đuôi và đầu cánh. Gà trống có màu lông đỏ thẫm, đầu lông cánh và lông đuôi có màu đen ánh xanh; lông bụng có màu đỏ nhạt, vàng đất. Màu da vàng hoặc trắng, da chân vàng. Mào cờ có răng cưa, màu đỏ và phát triển ở con trống. Tích và dái tai màu đỏ, có khi xen lẫn ánh bạc. Chân có hai hàng vẩy màu vàng, đôi khi xen lẫn màu vàng đỏ tươi.
Gà mái một năm tuổi nặng 1,2 - 1,5kg, 4 - 5 tháng tuổi bắt đầu đẻ. Sức đẻ năm đầu 100 - 120 trứng, trứng nặng 40 - 45g, vỏ màu trắng. Gà đẻ theo từng đợt 15 - 20 trứng, nghỉ đẻ và đòi ấp. Nuôi con khéo. Gà trống ba tháng đã biết gáy. Một năm tuổi gà trống nặng 1,5 – 2kg.
Thịt gà ri thơm, ngon, có màu trắng, sợi cơ nhỏ, mịn.
Ưu điểm: dễ nuôi, sức đề kháng cao, cần cù chịu khó kiếm ăn, nuôi con khéo.

## Các dòng gà ri

### Gà ri hoa mơ
Gà ri hoa mơ có mào cờ, màu da vàng, màu lông chủ yếu là màu lông hoa mơ.
Ngoài tên gọi là gà ri, các tỉnh phía Nam còn gọi là gà ta vàng.

## Điều kiện chăn nuôi
Gà ri thích hợp với nuôi chăn thả, chịu đựng tốt điều kiện thức ăn nghèo dinh dưỡng, tuy nhiên độ sinh sản thấp.

## Giống lai
Với ưu điểm gà có chất lượng thịt thơm, ngon và chịu đựng tốt với điều kiện nuôi kham khổ, hiện nay, gà ri được sử dụng phổ biến để lai với các giống gà lông màu có năng suất cao hơn như gà Lương Phượng, gà Sasso, gà Kabir, gà Mía... tạo tổ hợp gà ri lai phục vụ sản xuất chăn nuôi gà thương phẩm lấy thịt.
Hiện nay, gà ri lai là một trong những đối tượng vật nuôi cho hiệu quả kinh tế cao, được nuôi khá phổ biến ở các tỉnh thành phía Bắc như Bắc Giang, Hải Phòng, Hải Dương...
Gà ri lai với các giống gà khác có tên là gà ri Pha. Còn lai với một số gà ngoại có tên là gà Rốt Ri.